# Monterey County
Monterey County je okres ve státě Kalifornie v USA. K roku 2010 zde žilo 415 057 obyvatel. Správním městem okresu je Salinas. Na severu sousedí s Santa Cruz County a na jihu s San Luis Obispo County.